# Camponotus bedoti
Camponotus bedoti é uma espécie de inseto do gênero Camponotus, pertencente à família Formicidae.